# Ramses Lonlack
Ramses Lonlack, née le 20 janvier 1989 à Bélabo, est une joueuse camerounaise de basket-ball.

## Carrière
Après avoir évolué aux Tigers de Memphis aux États-Unis, Ramses Lonlack rejoint le club espagnol de deuxième division de l'Instituto de Fertilidad Air Europa pour la saison 2015-2016. Elle joue pour le club portugais de Quinta dos Lombos depuis 2016.

## Palmarès
- Vice-championne d'Afrique en Championnat d'Afrique féminin de basket-ball 2015.
- Troisième du Championnat d'Afrique de basket-ball féminin 2015.
- 8e au Championnat d’Afrique de basket-ball féminin 2017[2]

Distinctions individuelles
- Nommée dans l'équipe type du Championnat d'Afrique féminin de basket-ball 2015[3].